# Vattenskyddsområde

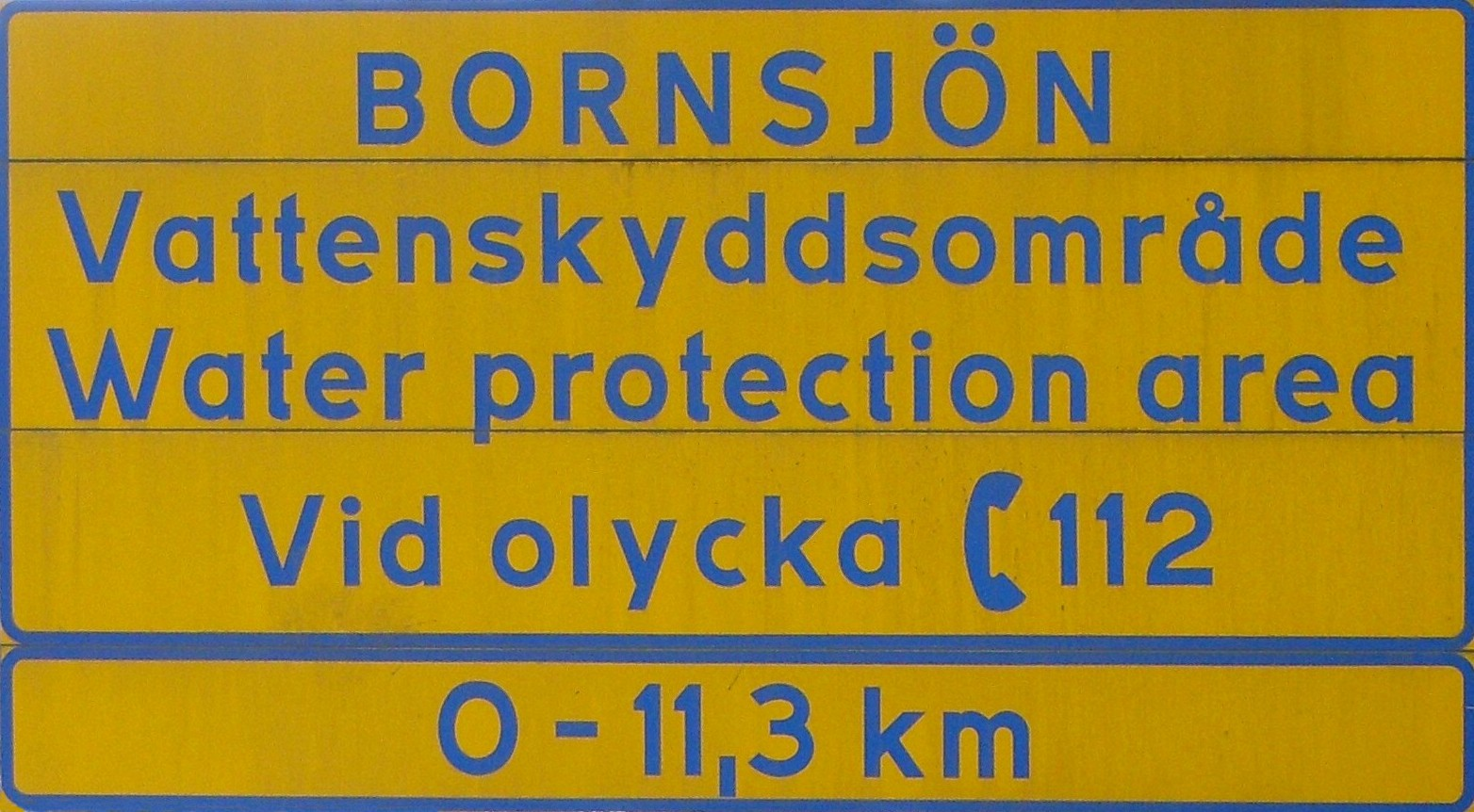
Exempel på informationsskylt till ett vattenskyddsområde,
här Bornsjön i Salem kommun

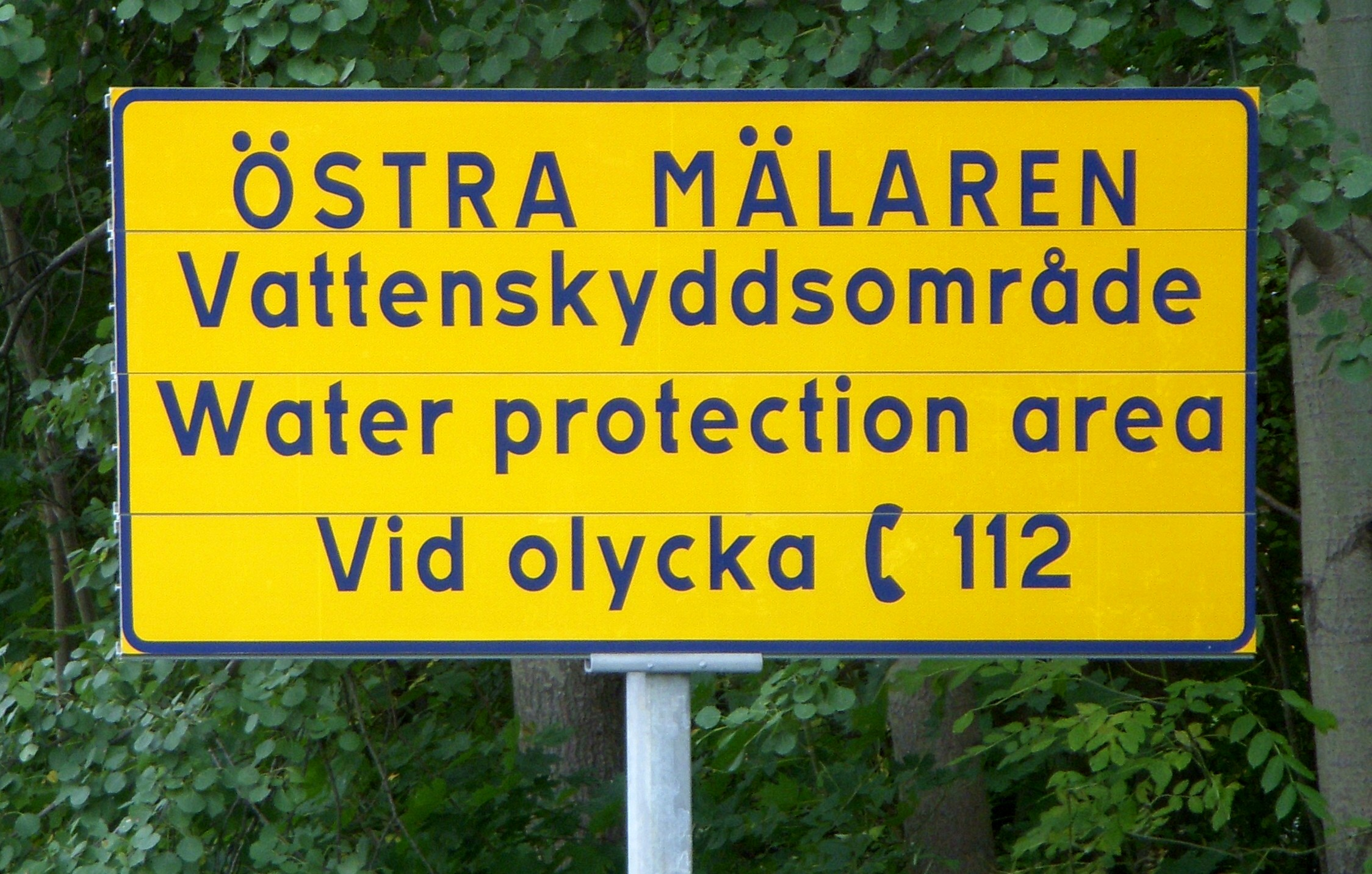
Östra Mälarens vattenskyddsområde.

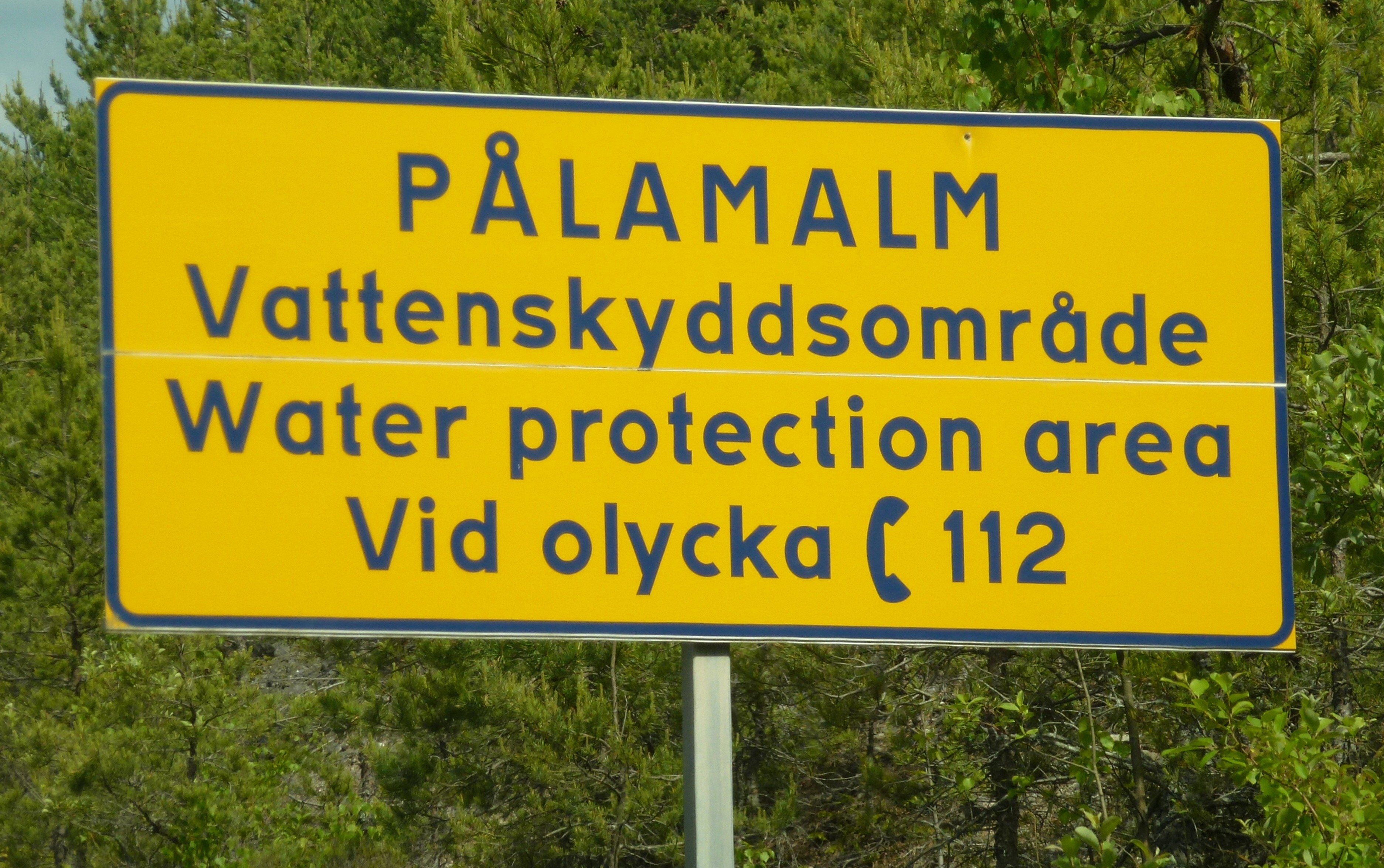
Pålamalm vattenskyddsområde.

Ett vattenskyddsområde är i Sverige ett av länsstyrelse eller kommun inrättat geografiskt område till skydd för en vattenförekomst med betydelse för vattentäkt, antingen för en existerande vattentäkt eller möjlig framtida vattentäkt. 
I början av 1970-talet började vattenskyddsområdenas antal öka på allvar. År 2009 hade ca 75 % av de kommunala dricksvattentäkterna vattenskyddsområde och vattenskyddsföreskrifter, och procent-talet ökar med några enheter per år. Vattenskyddsområde är sedan 2010 också en typisk åtgärd och krav på kommunerna enligt Vattenmyndigheternas s.k. Åtgärdsprogram.

## Lagregler och definition
Anvisningar om vattenskyddsområde ges av Naturvårdsverkets handbok om vattenskyddsområde, 2010:5. Inom vattenskyddsområdet gäller föreskrifter till skydd för vattnet så att det kan användas för vattentäkt under ett flergenerationsperspektiv. Det kan gälla restriktioner vad gäller schaktningsarbeten, bergvärme, spridning av gödsel och bekämpningsmedel m.m. Att kunna inrätta ett vattenskyddsområde för en vattentäkt, kräver inte att vattentäkten är lagligförklarad. Lagligförklarande är normalt krav för vattentäkt, om det inte är uppenbart att varken enskilda eller allmänna intressen skadas. Lagligförklarande (tillståndsgivande) och inrättande av vattenskyddsområden är alltså numera skilda processer enligt skilda kapitel i miljöbalken. Eftersom vattenskyddsområden inrättas med stöd av 7:e kapitlet i miljöbalken, där också övriga skyddade områden ingår, till exempel naturreservat, och vattenresurserna finns i områden utanför kommunal kontroll, så kan vattenskyddsområde liksom övriga sådana skyddande områden (naturreservat, strandskyddsområden, miljöriskområden, kulturreservat m.fl.) betraktas som en grund för övrig kommunal planering, och inte som ett resultat när övrig kommunal markplanering är gjord. Detta ges också av att de naturgivna förutsättningarna för allmän vattentäkt är givna, dvs naturen styr var vattentäkt kan bedrivas.
Som grundregel gäller att hela tillrinningsområdet till vattenförekomsten bör utgöra vattenskyddsområde. Normalt inrättas ett brunnsområde, där endast vattenverksamhet får förekomma, samt en primär skyddszon och en sekundär skyddszon och vanligen också en tertiär skyddszon. Olika zoner har olika stränga regler, baserat på att närmare belägna risker till vattenresursen normalt behöver strängare restriktioner, eftersom den naturliga barriärförmågan normalt minskar med minskat avstånd till vattenresursen.  För att överklaga ett vattenskyddsområde eller dess föreskrifter som inrättats av länsstyrelse, vänder man sig till Sveriges regering. 
Vattenskyddsprocessen skall genomföras under samråd med andra myndigheter samt genom information till berörda verksamhetsutövare, men är ingen form av förhandling utan en verkställighet av nödvändigt skydd. Formellt sker samråd endast mellan myndigheter, men fastighetsägare och innehavare av särskild rätt endast behöver informeras och beredas tillfälle att yttra sig över förslaget. Orsaken är att kommunen har rätt och skyldighet att inrätta de föreskrifter som behövs med hänsyn till syftet. Vattenskyddsföreskrifterna som gäller inom vattenskyddsområdet ansluter normalt till miljöbalkens restriktionsnivå, och specificerar det som är outtalet i miljöbalken. Vattenskyddsföreskrifterna får därför inte vara mildare än miljöbalkens nivå, men kan göras strängare vid behov för att uppnå syftet. Naturvårdsverket har även givit ut allmänna råd, som gäller inom vattenskyddsområde, och som visar typiska restriktionsnivåer för vanliga riskkällor. De allmänna råden är Naturvårdsverkets uttolkning av miljöbalkens restriktionsnivå. Ersättning kan beviljas i miljödomstol om markanvändningen blivit avsevärt försvårad till följd av vattenskyddsföreskrifterna. En "självrisk" dras från ersättningen att motsvara de allmänna hänsynsreglerna i miljöbalken, vilka måste följas av alla på egen bekostnad. Ersättning är ännu relativt sällsynt, vilket kan tolkas som ett mått på medborgarnas skyldighet att värna miljön med egna resurser vid egen risk för påverkan.
Sedan 2011 är Havs- och vattenmyndigheten istället för Naturvårdsverket ansvarig för central tillsyn och vägledning när det gäller frågor om vattenskyddsområden.
I äldre tid kunde vattenskyddsområden upprättas av Vattendomstolen i samband med vattendom eller av kommunen. Många sådana områden, med omoderna föreskrifter, finns fortfarande kvar. Tillsyn sker normalt av den som inrättat vattenskyddsområdet. Om länsstyrelsen inrättat vattenskyddsområdet, kan kommun överta tillsynen om kommun så skriftligen begär detta, och länsstyrelsen bifaller begäran.

## Form och vattenflöden
Vattenskyddsområdets teoretiska grundform omkring en grundvattentäkt i jord kan beräknas, om man känner den naturliga grundvattenlutningen, den naturliga flödesriktningen för grundvattnet, grundvattenmagasinets genomsläpplighet och höjd samt det dimensionerande uttaget som ska skyddas. Grundformen är en halv-ellips med spetsen nedströms uttagsbrunnen. På visst beräkningsbart avstånd nedströms uttagsbrunnen finns spetsen, en s.k. inflexionspunkt. Nedströms denna sker inget flöde tillbaka till brunnen. Grundformen är öppen uppströms brunnen tvärs stor-axeln, men i övrigt är de andra sidorna slutna. Detta betyder att grundvatten på utsidan denna grundform, med undantag från dess öppna uppströmssida, inte kan transporteras till uttagsbrunnen. Grundformen anpassas sedan till lokala förhållanden samt att beräkningar görs om transportavstånd för grundvattnet, exempelvis under 100 respektive 365 dygn. Ofta används den s.k. Darcy's formel för att beräkna grundvattenhastigheten, men exakta formler finns som också är anpassade till uttag och den ökande hastighet som uttag innebär allt närmare brunnen. Darcy's formel kan ge omotiverat stora vattenskyddsområden, om inte uttagsanpassade grundvattenlutningar används längs strömningen mot brunnen i varje punkt för att beräkna de platsberoende hastigheterna och därifrån summerade transporttider. Orsaken till att Darcy´s lag kan ge för stora vattenskyddsområden om vattengradienten generaliseras till en konstant lutning mellan brunn och influensavstånd, är att sådan gradient i brunnens närområde blir för liten, och för stor i brunnens fjärrområde. Men sammantaget längs hela sträckan blir den totalt sett för stor och överskattar därmed hastigheten. Om den naturliga grundvattenlutningen är noll, kommer uttaget att balanseras av grundvattenbildningen inom grundvattenbildningsytan. Normalt är grundvattenlutningen dock större än noll, varför metoden ovan med en beräkningsbar halvellips med spetsen nedströms istället är tillämpbar.